# Fernando Tejeda
Fernando Tejeda es el seudónimo empleado por Tomás Carrascón de las Cortes y Medrano, religioso agustino en Burgos exiliado a Inglaterra donde, converso al anglicanismo, fue nombrado en 1620 canónigo de Oxford. Por indicación del obispo John Williams, que le había alojado en su casa, tradujo la liturgia inglesa al idioma español.

## Obra
Su obra principal es la titulada: De Monachatu. De Contraditionibus Doctrinae Ecclesiae Romanae de la que dijo Marcelino Menéndez y Pelayo que «es obra ingeniosa, escrita con agrado y que se lee sin fatiga, no carece de donaire y abundancia de lengua, aunque a veces degenera su estilo en paranomasias y retruécanos». Del Carrascón se han hecha varias ediciones y dos traducciones inglesas. Usoz la reimprimió en el tomo I de sus Reformistas españoles (1848).

## Tomás de Carrascón
En 2003 Rafael Carasatorre publicó en la revista Príncipe de Viana un artículo en el que desvelaba que Tejeda era en realidad seudónimo del navarro llamado Tomas de Carrascón,